# Усман Джузджани
Абу Амр Минха́дж ад-Дин Усма́н ибн Сира́дж ад-дин аль-Джузджани́ (перс. ابوعمروعثمان بن سراج الدین محمد جوزجانی‎; ок. 1193 — ?), также известный как Усма́н Джузджани́ или Минха́дж ад-Дин Джузджани́ — персидский историк и придворный хронист Гуридов живший в XIII веке в Гуридском и Делийском султанатах.
Известен своим историческим трудом «Табакат-и Насири».

## Биография
Происходил из области Джузджан (территория современного Афганистана). Его отец Сирадж ад-Дин состоял на службе у Гуридских султанов, был кади и хатибом в Бамиане. Однажды направляясь с посольством к багдадскому халифу, он был убит разбойниками. Сам Минхадж ад-Дин также служил при дворе Гуридов в Фирузкухе и Бамиане. В 1225-1226 годах ездил послом в Нимруз (Сеистан). В 1226 году, спасаясь от монгольского нашествия, Джузджани бежал в Индию, где и провёл оставшуюся жизнь. Прибыв в Синд в 1227 году, он был назначен местным правителем Насир ад-Дином Кабача заведующим медресе Фируза. В следующем году делийский султан Ильтутмиш сверг Насир ад-Дина Кабача, а Джузджани пришлось перебираться в Дели. Он занимал судебные должности до 1263 года, был управляющим медресе Насирия в Дели. Дата и место смерти писателя неизвестны.

## Табакат-и Насири
Около 1260 года Джузджани закончил составление на персидском языке краткой всеобщей истории компилятивного характера. Сочинение состоит из 23 глав и посвящено Ильтутмишу и его сыну Насир ад-Дину, при дворе которого Джузджани находился с 1247 года. Отсюда название «Табакат-и Насири» («Насировы разряды»). 
Произведение Джузджани — основной источник по истории Гуридов, для составления которой автор использовал стихотворную хронику Фахр ад-Дина Мудаббира, а также по истории Делийского султаната и Газневидского эмирата. Последний, XXIII том, посвящён описанию Монгольской империи и вторжению войск Чингис-хана в Хорасан. Автор использовал не сохранившиеся до настоящего времени первоисточники. Отношение к монголам у Джузджани крайне враждебное.
Полного издания «Табакат-и Насири» нет. В 1863—1864 годах в Калькутте "W. Nassau Lees" издала часть текста —  главы XI и XVII—XXIII. В Лондоне в 1881 году опубликован неполный английский перевод Г. Д. Раверти с комментариями — тома VII—XXIII. На русский язык переводились материалы, связанные с историей Золотой Орды (перевод В. Г. Тизенгаузена) и некоторые другие.